# Smrje
Smrje – wieś w Słowenii, w gminie Ilirska Bistrica. W 2018 roku liczyła 83 mieszkańców.